# 고즈키정
고즈키정(上月町)은 효고현 사요군 중서부에 위치했던 정이다.
2005년 10월 1일, 사요정, 닌코정, 미카즈키정과 합병해 새로운 사요정이 되었기 때문에 소멸하였다.

## 역사
- 1955년 3월 25일 - 사이쇼촌, 마쿠야마촌이 합병해 고즈키정이 되었다.
- 1958년 6월 15일 - 고즈키정과 구자키정이 합병해 새로운 고즈키정이 되었다.
- 2005년 10월 1일 - 사요군 사요정, 닌코정, 미카즈키정과 합병해 새로운 사요정이 되어 소멸하였다.

## 교통

### 철도
- 서일본 여객철도 기신 선
- 지즈 급행 지즈 선

### 도로
- 국도 제179호선
- 국도 제373호선 (일본)(일본어판)